# Sara Conti
Sara Conti (ur. 2 sierpnia 2000 w Alzano Lombardo) – włoska łyżwiarka figurowa, startująca w parach sportowych z Niccolò Macii. Mistrzyni Europy (2023), dwukrotna brązowa medalistka mistrzostw świata (2023, 2025), brązowa medalistka finału Grand Prix (2022), medalistka zawodów z cyklu Grand Prix i Challenger Series, mistrzyni Włoch (2023).

## Osiągnięcia

### Pary sportowe

#### Z Niccolò Macii
| Zawody                        | 19–20          | 20–21          | 21–22          | 22–23          | 23–24          |                |                |                |                |                |                |                |                |                |                |                |                |
| Międzynarodowe                | Międzynarodowe | Międzynarodowe | Międzynarodowe | Międzynarodowe | Międzynarodowe | Międzynarodowe | Międzynarodowe | Międzynarodowe | Międzynarodowe | Międzynarodowe | Międzynarodowe | Międzynarodowe | Międzynarodowe | Międzynarodowe | Międzynarodowe | Międzynarodowe | Międzynarodowe |
| ----------------------------- | -------------- | -------------- | -------------- | -------------- | -------------- | -------------- | -------------- | -------------- | -------------- | -------------- | -------------- | -------------- | -------------- | -------------- | -------------- | -------------- | -------------- |
| Mistrzostwa świata            |                |                |                | 3              | 6              |                |                |                |                |                |                |                |                |                |                |                |                |
| Mistrzostwa Europy            |                |                | 7              | 1              | 6              |                |                |                |                |                |                |                |                |                |                |                |                |
| GP Finał Grand Prix           |                |                |                | 3              | 2              |                |                |                |                |                |                |                |                |                |                |                |                |
| GP Gran Premio d’Italia       |                |                | 7              |                |                |                |                |                |                |                |                |                |                |                |                |                |                |
| GP Grand Prix de France       |                |                |                |                | 2              |                |                |                |                |                |                |                |                |                |                |                |                |
| GP Grand Prix Espoo           |                |                |                |                | 2              |                |                |                |                |                |                |                |                |                |                |                |                |
| GP MK John Wilson Trophy      |                |                |                | 2              |                |                |                |                |                |                |                |                |                |                |                |                |                |
| GP Skate Canada International |                |                |                | 3              |                |                |                |                |                |                |                |                |                |                |                |                |                |
| CS Golden Spin of Zagreb      | 13             |                |                |                |                |                |                |                |                |                |                |                |                |                |                |                |                |
| CS Nebelhorn Trophy           |                |                | 10             | 4              |                |                |                |                |                |                |                |                |                |                |                |                |                |
| CS Warsaw Cup                 | 15             |                | 7              |                |                |                |                |                |                |                |                |                |                |                |                |                |                |
| Bavarian Open                 | 6              |                |                |                |                |                |                |                |                |                |                |                |                |                |                |                |                |
| International Cup of Nice     |                |                | 2              |                |                |                |                |                |                |                |                |                |                |                |                |                |                |
| IceLab Cup                    | 5              |                |                |                |                |                |                |                |                |                |                |                |                |                |                |                |                |
| Lombardia Trophy              |                |                |                | 1              |                |                |                |                |                |                |                |                |                |                |                |                |                |
| Tayside Trophy                |                |                |                | 1              |                |                |                |                |                |                |                |                |                |                |                |                |                |
| Krajowe                       |                |                |                |                |                |                |                |                |                |                |                |                |                |                |                |                |                |
| Mistrzostwa Włoch             | 3              | 3              | 3              | 1              |                |                |                |                |                |                |                |                |                |                |                |                |                |